# Andrew Bonar Law
Andrew Bonar Law (Rexton, 16 settembre 1858 – Londra, 30 ottobre 1923) è stato un politico britannico.
Ha fatto parte del Partito Conservatore.
È stato Primo ministro del Regno Unito dal 23 ottobre 1922 al 22 maggio 1923.

## Origini e giovinezza
Nato da una famiglia di origini scozzesi, a Rexton un villaggio nella contea canadese di Nuovo Brunswick, era figlio del reverendo James Law, originario di Portrush, e di Elizabeth Kidston, discendente diretta dei primi mercanti che colonizzarono il Canada. Nel 1860, Law perse la madre ancora bambino, e venne cresciuto ed educato dalla zia materna Janet Kidston, fino a quando quest'ultima non decise di fare ritorno nella nativa Scozia. Fu in questa occasione che la zia Janet propose al padre James di portare con sé il piccolo Andrew, che in Scozia avrebbe avuto maggiori occasioni per essere adeguatamente educato e cresciuto. Fu così che all'età di 12 anni, Law si trasferì in Scozia per lavorare per i suoi tre zii materni, ricchi banchieri di Glasgow. Poiché nessuno dei tre era sposato ed aveva figli, crebbero il giovane Andrew con la prospettiva di farlo il loro unico erede. Venne così mandato a studiare prima alla Gilbertfield School di Hamilton e poi alla Glasgow High School.
Nonostante gli ottimi risultati conseguiti negli studi dal giovane Law, i suoi tre zii non desiderarono per lui la carriera universitaria, e all'età di 16 anni lo assunsero allo sportello del loro istituto di credito. Tuttavia, la ferma volontà di Law nel voler proseguire gli studi, lo indussero a frequentare le classi serali presso la Università di Glasgow, nella quale iniziò a interessarsi alla politica.
Oltre che alla politica si interessò notevolmente alla lettura, diventando un vorace lettore di autori come Dickens, Carlyle e Disraeli.

## L'ingresso in politica e le battaglie sul protezionismo
Solo in età avanzata Law iniziò la sua carriera politica, abbandonando la carica di Rettore dell'Università di Glasgow (carica nella quale verrà sostituito da Frederick Edward Smith, I conte di Birkenhead che ritroverà anche in politica) candidandosi per il Partito Conservatore alle elezioni del 1900 in un collegio elettorale di Glasgow, facendo così il suo ingresso alla Camera dei Comuni. Nel 1902, data la sua competenza in campo economico, venne scelto dal nuovo Primo Ministro Arthur James Balfour come Segretario Parlamentare del Board of Trade (una posizione analoga, sia pure con meno poteri, a quella di un ministro del commercio). In questo periodo il Segretario di Stato per le Colonie, Joseph Chamberlain, invocava con insistenza una riforma tariffaria in senso protezionistico, Law si schierò dalla sua parte, sia pure per ragioni puramente economiche, laddove Chamberlain vedeva il protezionismo come uno strumento per creare una più stretta unità nell'Impero britannico. Tuttavia, date le persistenti divisioni all'interno del Partito Conservatore, Balfour si dimise nel dicembre 1905.

## Law all'opposizione e leader dei Conservatori
Alle successive elezioni, i Conservatori furono nettamente sconfitti dai Liberali, sostenitori del free trade, e Law stesso perse il suo seggio a Glasgow, salvo riguadagnarne un altro a Londra in una elezione suppletiva pochi mesi dopo. Candidato dal suo partito a Manchester in occasione delle elezioni del dicembre 1910, in cui appariva come il leader della corrente protezionista dei Conservatori, Law fu nuovamente sconfitto, e per una seconda volta riguadagnò il seggio in una elezione suppletiva nel 1911 nel collegio di Bootle, presso Liverpool. Nel novembre di quell'anno, in seguito alle dimissioni di Balfour, i deputati Conservatori lo elessero leader del partito. La sua leadership si dimostrò molto forte nelle battaglie parlamentari per la tariffa protezionistica e contro i progetti liberali di concessione dell'autonomia all'Irlanda, in particolare sostenendo che il progetto non teneva conto degli interessi della popolazione protestante dell'Ulster (la sua stessa famiglia era originaria dell'Ulster). Alla fine il progetto venne approvato ma non entrò in vigore a causa dello scoppio della guerra.

## Prima Guerra Mondiale
Con lo scoppio della prima guerra mondiale (30 luglio 1914) i Conservatori ridussero i loro attacchi nei confronti del Governo, ma alla fine si rese inevitabile, nel maggio 1915, la nascita di un governo di coalizione tra Conservatori e Liberali, nel quale Law accettò un posto relativamente secondario, quello di Segretario alle Colonie. Quando l'anno successivo il Primo Ministro, il liberale Herbert Henry Asquith, si dimise, il Re Giorgio V del Regno Unito invitò Bonar Law a prenderne il posto, ma questi preferì lasciare la Premiership a David Lloyd George, che in quanto liberale appariva più adatto a presiedere un governo di coalizione, occupando invece la carica di Cancelliere dello Scacchiere e di Leader della Camera dei Comuni (Ministro per i rapporti con il Parlamento). La collaborazione tra Law e Lloyd George fu in effetti molto migliore che con Asquith, e proseguì anche dopo la guerra, con le elezioni del 1918 in cui Law tornò ad essere eletto nel collegio di Glasgow Central.

## Bonar Law Primo Ministro
Terminata la guerra, Law si dimise da Cancelliere dello Scacchiere per ragioni di salute e addirittura si ritirò dalla politica nel 1921. L'anno successivo, tuttavia, quando il Partito Conservatore ruppe la coalizione con Lloyd George, Law riprese il suo posto di leader del partito e divenne Primo Ministro, convocando e vincendo le nuove elezioni del 1922. Il principale problema affrontato dal nuovo governo fu quello dei debiti inter-alleati, in quanto la Gran Bretagna era debitrice nei confronti degli Stati Uniti e creditrice nei confronti di Francia e Italia, un problema di difficile soluzione date le difficili condizioni economiche di tutti i Paesi europei. Poco dopo, a Law fu diagnosticato un cancro allo stadio terminale, e si dimise nel maggio 1923. Morì pochi mesi dopo a Londra.